# Yusuf Hamdan
Yusuf Hamdan (mort en décembre 1939) est un commandant arabe ayant participé à la Grande révolte arabe de 1936-1939 en Palestine mandataire. Il est né dans le village d'Umm al-Fahm et est d'origine turkmène.
Hamdan est l'un des plus hauts gradés de la révolte ayant préalablement été impliqués dans le mouvement de lutte armée anti-britannique d'Izz ad-Din al-Qassam. Durant la révolte, il est commandant en second de Yusuf Abu Durra et dirige l'une des bandes rebelles les plus organisées et les plus disciplinées participant à la révolte. Selon le sous-commissaire britannique du sous-district de Jénine, Hamdan était le commandant le plus brillant de la révolte.
Fin décembre 1939, il est signalé à l'armée britannique que Hamdan et une quinzaine de ses hommes campent à Umm al-Fahm. Les autorités britanniques décident alors de lui tendre une embuscade. Un affrontement violent s'ensuit, au cours duquel Hamdan est tué à bout portant par le caporal britannique Whiley, membre des Royal Dragoons. Plusieurs officiers britanniques sont blessés dans la bataille. Hamdan est enterré dans le cimetière musulman d'Al-Lajjun, un village qui a ensuite été dépeuplé et détruit par les forces israéliennes au cours de la guerre israélo-arabe de 1948. Sa pierre tombale y était encore visible en 1987.